# День Канарских островов
День Канарских островов (исп. Día de Canarias) — государственный праздник, отмечаемый ежегодно 30 мая в испанском автономном сообществе Канарские острова.
В этот день в 1983 году прошла первая сессия парламента Канарских островов.
Празднования этого дня обычно включают в себя культурные мероприятия и частные собрания, на которых особое внимание уделяется местным традициям, включая еду, спорт и музыку.

## История
Статут автономии Канарских островов был опубликован 10 августа 1982 года. Этот закон, как и все подобные статуты автономных сообществ Испании, признаёт за Канарскими островами право на определённую степень самоуправления в Королевстве Испания в соответствии с его Конституцией.
Эта форма региональной автономии реализуется за счёт регионального законодательного органа (парламент Канарских островов), региональной исполнительной власти (правительство Канарских островов) и Высокого суда, существующего в рамках судебной системы Испании. Первая сессия парламента Канарских островов под председательством Педро Герры Кабреры прошла 30 мая 1983 года.

## Статус
Статут автономии Канарских островов закрепляет за праздником 30 мая статус одного из официальных символов Канарских островов наравне с их флагом, гербом и гимном.